# Pediacus ater
Pediacus ater är en skalbaggsart som beskrevs av Antoine Henri Grouvelle 1897. Pediacus ater ingår i släktet Pediacus och familjen plattbaggar. Inga underarter finns listade i Catalogue of Life.